# Soszne
Soszne (ukr. Сошне) – wieś na Ukrainie, w obwodzie chmielnickim, w rejonie szepetowskim, w hromadzie Zasław. W 2001 liczyła 490 mieszkańców, spośród których 484 wskazało jako ojczysty język ukraiński, 4 rosyjski, 1 mołdawski, a 1 inny.